# Palacio Real de la Almudaina
El Palacio Real de la Almudaina es el palacio real o alcázar real de la ciudad de Palma de Mallorca, en España, y una de las residencias de la familia real española, gestionada por el organismo público Patrimonio Nacional. Recoge en sus muros la historia de las islas desde los asentamientos megalíticos.

## Historia y descripción del palacio
Este imponente alcázar, conocido en la época de la conquista con el nombre de «Zuda», fue reedificado en 1309 por el rey Jaime II, junto con su esposa Esclaramunda de Foix, según modelo del palacio de los Reyes de Mallorca en Perpiñán. En la Almudaina tuvieron sucesivamente su corte los monarcas del reino de Mallorca, los de Aragón y los de España. Felipe II destinó el «Tinell» a Real Audiencia e instaló en el resto del edificio la Capitanía General de las Islas.

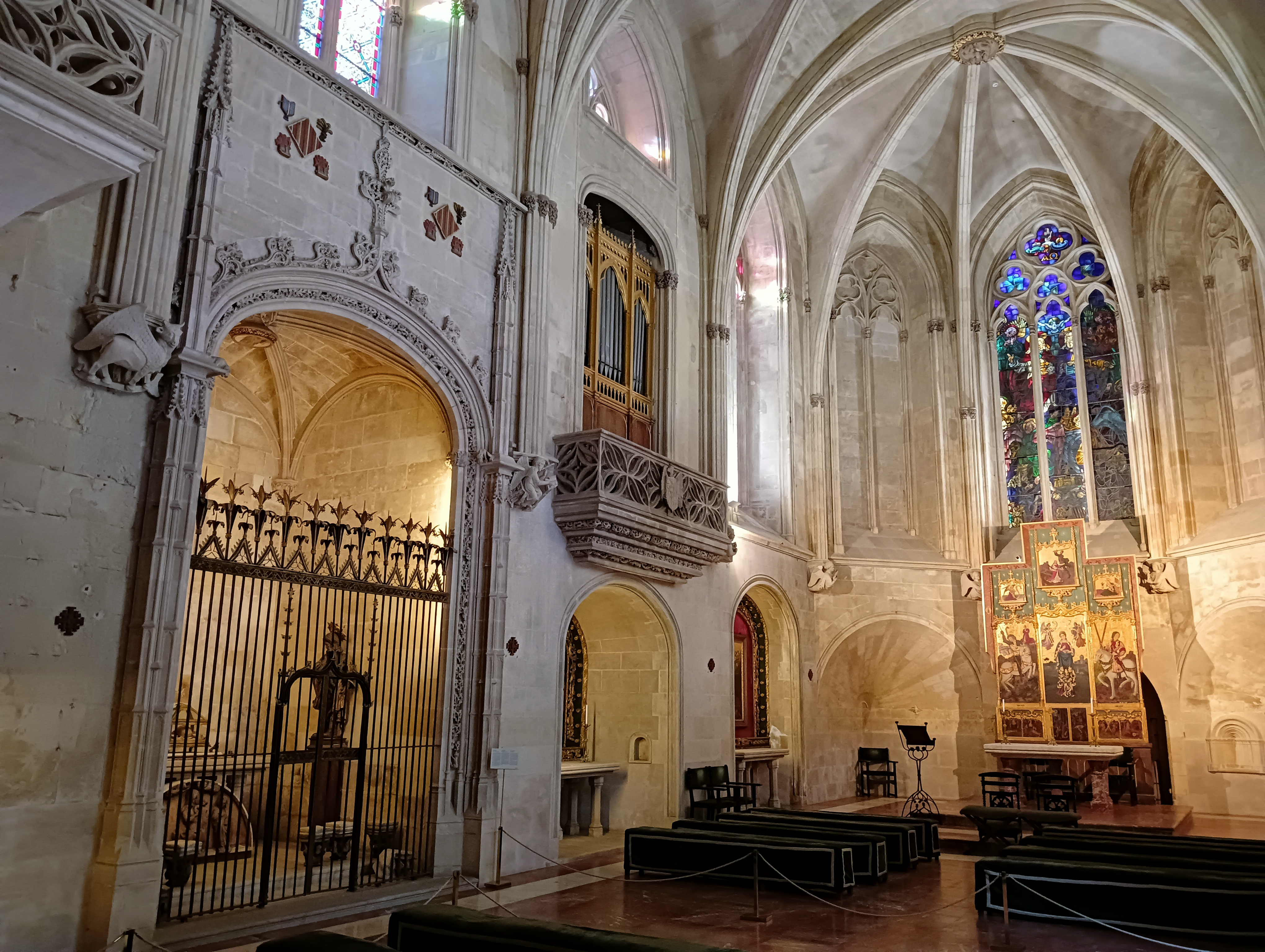
Aspecto de la capilla de Santa Ana en el año 2024, después de la última remodelación en la que descolgaron las lámparas barrocas y sustituyeron los bancos de madera por otros verdes aterciopelados. En el retablo Mayor de estilo gótico no figura la santa titular, sino otra santa mártir, lo mismo que en la capilla lateral, tras la reja, descansan las reliquias de Santa Práxedes y no las de Santa Ana

La estructura actual de la Almudaina corresponde a la construida en el siglo XIV con sus diferentes espacios; los palacios del rey y de la reina, la capilla de Santa Ana o los baños, son los más destacados.
Su decoración presenta dos ambientes: en la planta baja se recrea el estilo medieval con obras del siglo XV al XX. Entre ellas sobresale la única pintura de Jacob Seisenegger conservada en España: el Retrato de Carlos V con un capotillo de piel de lobo cerval . La planta superior, utilizada para la celebración de actos oficiales de la familia real, está decorada con objetos y mobiliario procedentes de otros Reales Sitios de los siglos XVII, XVIII y XIX.
El castillo actual, de origen romano, es una modificación del alcázar musulmán iniciado en 1281, se prolongó hasta 1343, durante los reinados de Jaime II, hijo de Jaime I el Conquistador, Sancho I y Jaime III. La Almudaina fue la sede del próspero reino mallorquín del siglo XIV, durante los reinados del citado monarca y de sus sucesores Sancho I y Jaime III, hasta pasar a la Corona de Aragón con Pedro IV en 1349.
Durante la primera mitad del siglo XVI se construyó la planta alta por orden del rey Carlos I de España, que fue el último monarca en visitarlo hasta que entre el 12 y el 16 de septiembre de 1860 se alojó en él la reina Isabel II junto con su esposo y sus hijos.
Del mismo modo que en Madrid el palacio de Oriente, el palacio real de La Almudaina es la residencia oficial de verano del rey, si bien habita efectivamente junto al resto de la familia real española en el palacio de Marivent, como ocurre en Madrid con el palacio de la Zarzuela.